# Magda Julin

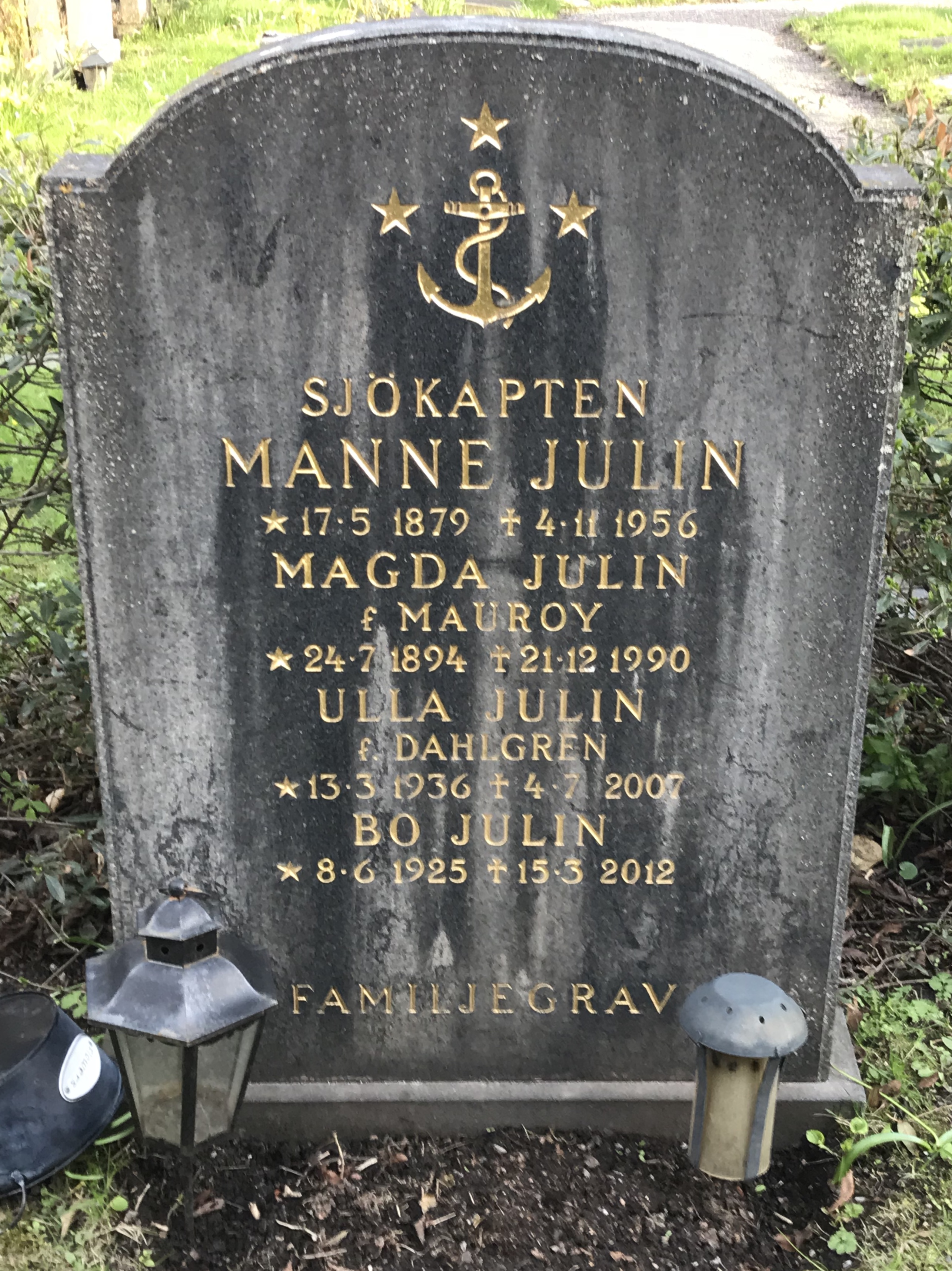
Grabmal von Magda Julins auf dem Friedhof der Adolf-Friedrich-Kirche

Magda Maria Henrietta Julin, geborene Mauroy (* 24. Juli 1894 in Vichy, Frankreich; † 21. Dezember 1990 in Stockholm) war eine schwedische Eiskunstläuferin, die im Einzellauf startete. Sie ist die Olympiasiegerin von 1920.

## Leben

### Kindheit und Jugend
Magda Julin war die Tochter des Physiotherapeuten Edouard Mauroy, der in Vichy eine Praxis betrieb. Sie kam mit ihrer Familie im Alter von sieben Jahren nach Schweden. Die Familie zog 1908 nach Stockholm, wo Magda im Alter von 14 Jahren dem Stockholms allmänna skridskoklubb (SASK) beitrat.

### Erfolge
Julin erwies sich schnell als Talent im Eiskunstlauf: Bereits 1911 gewann sie erstmals die schwedische Meisterschaft und 1914 siegte sie beim „Pokalmatchen“, einem Wettbewerb zwischen Schweden, Norwegen und Finnland. Sie wurde in den Jahren 1911, 1916 und 1918 schwedische Meisterin im Eiskunstlauf der Damen. Sie nahm nur an einer Weltmeisterschaft teil, nämlich 1913 im heimischen Stockholm. Dort belegte sie den sechsten Platz und war lediglich drittbeste Schwedin.
Sieben Jahre später gewann sie überraschend die Goldmedaille im Damen-Einzel bei den Olympischen Spielen in Antwerpen vor ihrer Landsfrau Svea Norén und der US-Amerikanerin Theresa Weld. Es war das einzige Mal in der olympischen Geschichte, dass ein Olympiasieger im Eiskunstlauf von keinem Punktrichter auf den ersten Platz gesetzt wurde. Julin musste noch kurz vor der Kür ihre geplante Musik ändern. Sie hatte zum Walzer An der schönen blauen Donau von Johann Strauss trainiert, die Verwendung dieses Stücks wurde ihr jedoch aufgrund vorherrschender antideutscher Ressentiments untersagt.
Magda Julin war zum Zeitpunkt ihres Olympiasieges im dritten oder vierten Monat schwanger, was sie jedoch nicht von der Teilnahme abhielt; damals galt Bewegung für Schwangere als förderlich, und Eiskunstlauf war noch kein Hochleistungssport im heutigen Sinne. Ihre Programme bestanden aus Pflicht und Kür, mit Schwerpunkt auf Schrittfolgen und Figuren, und sie wurde für ihr „strenges und regelmäßiges Training mit bewundernswerter Energie“ gelobt und absolvierte ihre Figuren „ruhig und kontrolliert“ mit kunstvollen Bögen.
Im Jahr 1921 gewann sie zum dritten Mal die schwedische Meisterschaft. Sie hoffte, bei den ersten Olympischen Winterspielen 1924 in Chamonix antreten zu können, wurde jedoch vom schwedischen Eiskunstlaufverband nicht mehr für offizielle Wettbewerbe nominiert. Die Gründe dafür sind nicht eindeutig belegt, führten aber zum vorzeitigen Ende ihrer sportlichen Karriere; in einem Interview von 1988 äußerte sie sich kritisch über die Funktionäre, die sie ihrer Meinung nach ungerecht behandelt hatten.

### Privates
Kurz vor den Olympischen Spielen 1920 heiratete sie den 20 Jahre älteren Schiffskapitän Per Johan Emanuel Julin. Fünf Monate nach ihrem Olympiasieg wurde ihr erster Sohn Per Åke geboren. Nach dem Tod ihres Mannes im Jahr 1922 war sie zunächst auf sich allein gestellt, bis sie 1925 dessen jüngeren Bruder heiratete. Aus der Ehe ging ein weiterer Sohn hervor. Nach dem Tod ihres zweiten Mannes 1955 eröffnete sie zunächst ein Café und später ein Restaurant.
Sie hatte zwei Söhne und verbrachte ihre letzten Jahre in einem Altersheim in Stockholm. Im April 1990 war sie bei der Einweihung einer Eishalle in Östersund im Alter von 95 Jahren das letzte Mal auf dem Eis. Sie nutzte dabei Schlittschuhe, die ihr einst der schwedische Eiskunstlaufstar Ulrich Salchow geschenkt hatte.

## Ergebnisse
| Wettbewerb / Jahr           | 1911 | 1913 | 1916 | 1918 | 1920 |
| --------------------------- | ---- | ---- | ---- | ---- | ---- |
| Olympische Spiele           |      |      |      |      | 1.   |
| Weltmeisterschaften         |      | 6.   |      |      |      |
| Schwedische Meisterschaften | 1.   |      | 1.   | 1.   |      |